# Ole Henrik Stampe
Ole Henrik Stampe (døbt 9. december 1791 i Stadager Kirke, død 28. november 1831 på Nebøllegård i Nørre Kirkeby Sogn) var en dansk jurist og proprietær, bror til Henrik Stampe og Tyge Rothe Stampe.
Han var søn af ejer af Skørringe, kammerherre Carl Adolph Stampe og Caroline Rothe, blev 1809 exam.jur. og var ejer af Nebøllegaard (Nybøllegård), Nørre Kirkeby Sogn. Han blev overkrigskommissær med tilladelse til at bære chargens uniform og Armeens felttegn og var da kystbefalingsmand. 1827 blev han medlem af Tiendekommissionen for Falster.
Stampe blev gift (ukendt dato) med Christiane Vilhelmine Blicherolsen (26. oktober 1795 i Tanger, Marokko (egen erklæring - døbt af sin farbroder, daværende konsul i Tunis Gottsche Hans Olsen) - 28. juli 1853 i København), datter af konsul i Marokko, senere ministerresident og generalkonsul Peder Blicher Olsen og Cathrine Brodersen. I sit andet ægteskab giftede hun sig 19. oktober 1836 i Garnisons Kirke med kaptajn, senere oberst Georg Christian Coldevin (døbt 21. november 1790 i Højby, Ods Herred - 25. juli 1853 i København).